# Episodi di Legend of the Galactic Heroes
Questa è la lista di episodi di Legend of the Galactic Heroes, serie OAV prodotta da Kitty Films e basata sull'omonima serie di romanzi scritta da Yoshiki Tanaka. La serie comprende 110 episodi divisi in quattro stagioni.
La prima stagione si compone di 26 episodi ed è stata prodotta tra il 1988 e il 1989. Copre i primi due volumi dei romanzi originali e ruota intorno alla scalata al potere di Reinhard von Lohengramm parallelamente all'avanzamento nella carriera di Yang Wen-li. La seconda stagione, prodotta tra il 1991 e il 1992, è composta da 28 episodi e copre i romanzi dal terzo al quinto. In essa Reinhard ottiene quasi tutti i suoi obiettivi: la dinastia imperiale Goldenbaum è rovesciata e l'Alleanza dei Pianeti Liberi viene sconfitta e occupata. La terza stagione, composta da 32 episodi, copre i volumi che vanno dal sesto all'ottavo dei romanzi originali ed è stata prodotta tra il 1994 e il 1995. La quarta stagione infine è stata realizzata tra il 1996 e il 1997 per un totale di 24 episodi che adattano il nono e il decimo volume. Il primo episodio è stato distribuito in home video nel dicembre 1988, mentre l'ultimo nel gennaio 1997; in seguito ne sono stati effettuati anche numerosi passaggi televisivi.
Completano la serie tre film cinematografici e una seconda serie di OAV, Legend of the Galactic Heroes gaiden, prodotta tra il 1998 e il 2000 per un totale di 52 episodi, che costituisce un prequel della serie principale.
La serie ha goduto di una scarsa diffusione internazionale ed è stata adattata soltanto per il mercato cinese, francese e inglese.

## Legend of the Galactic Heroes

### Prima stagione
| Nº | Giapponese 「Kanji」 - Rōmaji                                   | Pubblicazione    | Pubblicazione |
| Nº | Giapponese 「Kanji」 - Rōmaji                                   | Giapponese       |               |
| 1  | 「永遠の夜の中で」 - Eien no yoru no naka de                    | 21 dicembre 1988 |               |
| 2  | 「アスターテ会戦」 - Asutāte kaisen                             | 28 dicembre 1988 |               |
| 3  | 「第十三艦隊誕生」 - Dai Jūsan Kantai tanjō                     | 10 gennaio 1989  |               |
| 4  | 「帝国の残照」 - Teikoku no zanshō                              | 17 gennaio 1989  |               |
| 5  | 「カストロプ動乱」 - Kasutoropu dōran                           | 24 gennaio 1989  |               |
| 6  | 「薔薇の騎士」 - Bara no Kishi                                  | 31 gennaio 1989  |               |
| 7  | 「イゼルローン攻略!」 - Izerurōn kōryaku!                       | 7 febbraio 1989  |               |
| 8  | 「冷徹なる義眼」 - Reitetsu naru gigan                          | 14 febbraio 1989 |               |
| 9  | 「クロプシュトック事件」 - Kuropushutokku jiken                 | 21 febbraio 1989 |               |
| 10 | 「ジェシカの戦い」 - Jeshika no tatakai                         | 28 febbraio 1989 |               |
| 11 | 「女優退場」 - Joyū taijō                                       | 7 marzo 1989     |               |
| 12 | 「帝国領侵攻」 - Teikoku-ryō shinkō                             | 14 marzo 1989    |               |
| 13 | 「愁雨来たりなば」 - Shūu kitarinaba                            | 21 marzo 1989    |               |
| 14 | 「辺境の解放」 - Henkyō no kaihō                                | 28 marzo 1989    |               |
| 15 | 「アムリッツァ星域会戦」 - Amurittsa seiiki kaisen              | 4 aprile 1989    |               |
| 16 | 「新たなる潮流」 - Arata naru chōryū                            | 11 aprile 1989   |               |
| 17 | 「嵐の前」 - Arashi no mae                                      | 18 aprile 1989   |               |
| 18 | 「リップシュタットの密約」 - Rippushutatto no mitsuyaku         | 25 aprile 1989   |               |
| 19 | 「ヤン艦隊出動」 - Yan Kantai shutsudō                          | 2 maggio 1989    |               |
| 20 | 「流血の宇宙」 - Ryūketsu no uchū                               | 9 maggio 1989    |               |
| 21 | 「ドーリア星域会戦、そして…」 - Dōria seiiki kaisen, soshite... | 16 maggio 1989   |               |
| 22 | 「勇気と忠誠」 - Yūki to chūsei                                 | 23 maggio 1989   |               |
| 23 | 「黄金樹は倒れた」 - Gōrudenbaumu wa taoreta                    | 30 maggio 1989   |               |
| 24 | 「誰が為の勝利」 - Ta ga tame no shōri                          | 6 giugno 1989    |               |
| 25 | 「運命の前日」 - Unmei no zenjitsu                              | 13 giugno 1989   |               |
| 26 | 「さらば、遠き日」 - Saraba, tooki hi                           | 20 giugno 1989   |               |

### Seconda stagione
| Nº | Giapponese 「Kanji」 - Rōmaji                                           | Pubblicazione     | Pubblicazione |
| Nº | Giapponese 「Kanji」 - Rōmaji                                           | Giapponese        |               |
| 27 | 「初陣」 - Uijin                                                        | 21 giugno 1991    |               |
| 28 | 「肖像」 - Shōzō                                                        | 28 giugno 1991    |               |
| 29 | 「細い一本の糸」 - Hosoi ippon no ito                                   | 5 luglio 1991     |               |
| 30 | 「失われたもの」 - Ushinawareta mono                                    | 12 luglio 1991    |               |
| 31 | 「査問会」 - Samon kai                                                  | 19 luglio 1991    |               |
| 32 | 「武器なき戦い」 - Buki naki tatakai                                    | 26 luglio 1991    |               |
| 33 | 「要塞対要塞」 - Yōsai tai yōsai                                        | 1º agosto 1991    |               |
| 34 | 「帰還」 - Kikan                                                        | 9 agosto 1991     |               |
| 35 | 「決意と野心と」 - Ketsui to yashin to                                  | 16 agosto 1991    |               |
| 36 | 「雷鳴」 - Raimei                                                       | 23 agosto 1991    |               |
| 37 | 「幼帝誘拐」 - Yōtei yūkai                                              | 30 agosto 1991    |               |
| 38 | 「矢は放たれた」 - Ya wa hanatareta                                     | 13 settembre 1991 |               |
| 39 | 「ひとつの旅立ち」 - Hitotsu no tabidachi                               | 13 settembre 1991 |               |
| 40 | 「ユリアンの旅、人類の旅」 - Yurian no tabi, Jinrui no tabi             | 20 settembre 1991 |               |
| 41 | 「作戦名「神々の黄昏」」 - Sakusein mei "Ragunarokku"                   | 27 settembre 1991 |               |
| 42 | 「鎮魂曲への招待」 - Rekuiemu e no shōtai                               | 4 ottobre 1991    |               |
| 43 | 「ギャラルホルンは鳴った」 - Gyararuhorun wa natta                      | 11 ottobre 1991   |               |
| 44 | 「フェザーン占領」 - Fezān senryō                                       | 18 ottobre 1991   |               |
| 45 | 「寒波至る」 - Kanpa itaru                                              | 25 ottobre 1991   |               |
| 46 | 「ヤン提督の箱舟隊」 - Yan teitoku no hakobune tai                      | 1º novembre 1991  |               |
| 47 | 「自由の宇宙を求めて」 - Jiyū no uchū o motomete                        | 8 novembre 1991   |               |
| 48 | 「双頭の蛇〜ランテマリオの決戦〜」 - Sōtō no hebi: Rantemario no kessen | 15 novembre 1991  |               |
| 49 | 「闇が深くなるのは...」 - Yami ga fukaku naru no ha                     | 22 novembre 1991  |               |
| 50 | 「連戦」 - Rensen                                                       | 29 novembre 1991  |               |
| 51 | 「バーミリオンの死闘(前編)」 - Bāmirion no shitō (zenpen)               | 6 dicembre 1991   |               |
| 52 | 「バーミリオンの死闘(後編)」 - Bāmirion no shitō (kōhen)                | 13 dicembre 1991  |               |
| 53 | 「急転」 - Kyūten                                                       | 20 dicembre 1991  |               |
| 54 | 「皇帝ばんざい!」 - Jīku kaizā                                          | 27 dicembre 1991  |               |

### Terza stagione
| Nº | Giapponese 「Kanji」 - Rōmaji                                                           | Pubblicazione     | Pubblicazione |
| Nº | Giapponese 「Kanji」 - Rōmaji                                                           | Giapponese        |               |
| 55 | 「式から再び幕は上がり...」 - Shiki kara futatabi maku wa agari                         | 20 luglio 1994    |               |
| 56 | 「地球へ」 - Chikyū e                                                                   | 27 luglio 1994    |               |
| 57 | 「キュンメル事件」 - Kyunmeru jiken                                                     | 3 agosto 1994     |               |
| 58 | 「訪問者」 - Hōmonsha                                                                   | 10 agosto 1994    |               |
| 59 | 「過去と現在と未来と」 - Kako to genzai to mirai to                                     | 17 agosto 1994    |               |
| 60 | 「魔術師捕らわる」 - Majutsushi torawaru                                                | 24 agosto 1994    |               |
| 61 | 「歌劇への招待」 - Opera e no shōtai                                                    | 31 agosto 1994    |               |
| 62 | 「血の流水階段」 - Chi no kasukēdo                                                      | 7 settembre 1994  |               |
| 63 | 「聖地」 - Seichi                                                                       | 14 settembre 1994 |               |
| 64 | 「休暇は終わりぬ」 - Kyūka wa owarinu                                                   | 21 settembre 1994 |               |
| 65 | 「すべての旗に背いて」 - Subete no hata ni somuite                                      | 28 settembre 1994 |               |
| 66 | 「黄金獅子旗の下に」 - Gōrudenrūve no moto ni                                           | 5 ottobre 1994    |               |
| 67 | 「「神々の黄昏」ふたたび」 - "Ragunaroku" futatabi                                      | 12 ottobre 1994   |               |
| 68 | 「エル·ファシルへ」 - Eru Fashiru e                                                     | 19 ottobre 1994   |               |
| 69 | 「イゼルローン再奪取作戦」 - Izerurōn sai dasshu sakusen                                | 26 ottobre 1994   |               |
| 70 | 「蕩児たちの帰宅」 - Tōjitachi no kitaku                                                | 2 novembre 1994   |               |
| 71 | 「マル·アデッタ星域の会戦(前編)」 - Maru Adetta seiiki no kaisen (zenpen)               | 9 novembre 1994   |               |
| 72 | 「マル·アデッタ星域の会戦(後編)」 - Maru Adetta seiiki no kaisen (kōhen)                | 16 novembre 1994  |               |
| 73 | 「冬バラ園の勅令」 - Fuyu bara en no chokurei                                           | 23 novembre 1994  |               |
| 74 | 「前途遼遠」 - Zentoryōen                                                               | 30 novembre 1994  |               |
| 75 | 「雷動」 - Raidō                                                                        | 7 dicembre 1994   |               |
| 76 | 「祭りの前」 - Matsuri no mae                                                           | 14 dicembre 1994  |               |
| 77 | 「風は回廊へ」 - Kaze wa kairō e                                                        | 21 dicembre 1994  |               |
| 78 | 「春の嵐」 - Haru no arashi                                                             | 28 dicembre 1994  |               |
| 79 | 「回廊の戦い(前編)〜常勝と不敗と〜」 - Kairō no tatakai (zenpen): jōshō to fuhai to     | 4 gennaio 1995    |               |
| 80 | 「回廊の戦い(中編)〜万華鏡〜」 - Kairō no tatakai (chūhen): kareidosukōpu               | 11 gennaio 1995   |               |
| 81 | 「回廊の戦い(後編)〜大親征の終幕〜」 - Kairō no tatakai (kōhen): dai shinsei no shūmaku | 18 gennaio 1995   |               |
| 82 | 「魔術師、還らず」 - Majutsushi, kaerazu                                                | 25 gennaio 1995   |               |
| 83 | 「祭りの後」 - Matsuri no ato                                                           | 1º febbraio 1995  |               |
| 84 | 「失意の凱旋」 - Shitsui no gaisen                                                      | 8 febbraio 1995   |               |
| 85 | 「遷都令」 - Sento rei                                                                  | 15 febbraio 1995  |               |
| 86 | 「8月の新政府」 - Nyū Gabamento in Ōgasuta                                              | 22 febbraio 1995  |               |

### Quarta stagione
| Nº  | Giapponese 「Kanji」 - Rōmaji                        | Pubblicazione    | Pubblicazione |
| Nº  | Giapponese 「Kanji」 - Rōmaji                        | Giapponese       |               |
| 87  | 「嵐の予感」 - Arashi no yokan                       | 1º ottobre 1996  |               |
| 88  | 「辺境にて」 - Henkyō nite                           | 8 ottobre 1996   |               |
| 89  | 「夏の終わりのバラ」 - Natsu no owari no bara        | 15 ottobre 1996  |               |
| 90  | 「鳴動」 - Meidō                                     | 22 ottobre 1996  |               |
| 91  | 「発芽」 - Hatsuga                                   | 29 ottobre 1996  |               |
| 92  | 「ウルヴァシー事件」 - Uruvashī jiken                | 5 novembre 1996  |               |
| 93  | 「矜持にかけて」 - Kyōji ni kakete                   | 12 novembre 1996 |               |
| 94  | 「叛逆は英雄の特権」 - Hangyaku wa eiyū no tokken    | 19 novembre 1996 |               |
| 95  | 「双璧相撃つ!」 - Sōheki aiutsu!                     | 26 novembre 1996 |               |
| 96  | 「剣に生き...」 - Ken ni iki...                      | 3 dicembre 1996  |               |
| 97  | 「剣に斃れ」 - Ken ni taore                          | 10 dicembre 1996 |               |
| 98  | 「終わりなき鎮魂曲」 - Owari naki rekuiemu           | 17 dicembre 1996 |               |
| 99  | 「未来への助走」 - Mirai e no josō                   | 24 dicembre 1996 |               |
| 100 | 「皇妃ばんざい!」 - Hōfu kaizārin                    | 31 dicembre 1996 |               |
| 101 | 「動乱への誘い」 - Dōran e no sasoi                  | 7 gennaio 1997   |               |
| 102 | 「敢えて武器を手に」 - Aete buki o te ni             | 14 gennaio 1997  |               |
| 103 | 「コズミック·モザイク」 - Kozumikku Mozaiku          | 21 gennaio 1997  |               |
| 104 | 「平和へ、流血経由」 - Heiwa e, ryūketsu keiyu       | 28 gennaio 1997  |               |
| 105 | 「昏迷の惑星」 - Konmei no wakusei                   | 4 febbraio 1997  |               |
| 106 | 「柊舘炎上」 - Shutehhiparumu Shurosu enjō           | 11 febbraio 1997 |               |
| 107 | 「深紅の星路」 - Kurimuzon Sutārōdo                  | 18 febbraio 1997 |               |
| 108 | 「美姫は血を欲す」 - Buryunhiruto wa chi o hoisu     | 25 febbraio 1997 |               |
| 109 | 「黄金獅子旗に光なし」 - Gōrudenrūve ni hikari nashi | 4 marzo 1997     |               |
| 110 | 「夢、見果てたり」 - Yume, mihatetari                | 11 marzo 1997    |               |

## Legend of the Galactic Heroes gaiden

### Sen oku no hoshi, sen oku no hikari
| Nº | Giapponese 「Kanji」 - Rōmaji                                                                                           |
| 1  | 「白銀の谷 I」 - Hakugin no tani I                                                                                      |
| 2  | 「白銀の谷 II」 - Hakugin no tani II                                                                                    |
| 3  | 「白銀の谷 III」 - Hakugin no tani III                                                                                  |
| 4  | 「白銀の谷 IV」 - Hakugin no tani IV                                                                                    |
| 5  | 「朝の夢、夜の歌 I」 - Asa no yume, yoru no uta I                                                                       |
| 6  | 「朝の夢、夜の歌 II」 - Asa no yume, yoru no uta II                                                                     |
| 7  | 「朝の夢、夜の歌 III」 - Asa no yume, yoru no uta III                                                                   |
| 8  | 「朝の夢、夜の歌 IV」 - Asa no yume, yoru no uta IV                                                                     |
| 9  | 「汚名 I」 - Omei I |
| 10 | 「汚名 II」 - Omei II                                                                                                   |
| 11 | 「汚名 III」 - Omei III                                                                                                 |
| 12 | 「汚名 IV」 - Omei IV                                                                                                   |
| 13 | 「千億の星,千億の光 ヴァンフリート星域の会戦」 - Sen oku no hoshi, sen oku no hikari boshīki no kaisen                  |
| 14 | 「千億の星, 千億の光 三つの赤」 - Sen oku no hoshi, sen oku no hikari Dorai Rotto                                       |
| 15 | 「千億の星, 千億の光 亡命者たち」 - Sen oku no hoshi, sen oku no hikari bōmeisha-tachi                                  |
| 16 | 「千億の星, 千億の光 染血の四月」 - Sen oku no hoshi, sen oku no hikari some chi no shigatsu                            |
| 17 | 「千億の星, 千億の光 危険な男」 - Sen oku no hoshi, sen oku no hikari kikenna otoko                                     |
| 18 | 「千億の星, 千億の光 混戦始末記」 - Sen oku no hoshi, sen oku no hikari konsen shimatsuki                               |
| 19 | 「千億の星, 千億の光 初夏, 風強し」 - Sen oku no hoshi, sen oku no hikari shoka fū tsuyoshi                             |
| 20 | 「千億の星, 千億の光 伯爵家後継候補」 - Sen oku no hoshi, sen oku no hikari hakushakuka kōkei kōho                      |
| 21 | 「千億の星, 千億の光 パーティーの夜」 - Sen oku no hoshi, sen oku no hikari pātī no yoru                                |
| 22 | 「千億の星, 千億の光 真実は時の娘」 - Sen oku no hoshi, sen oku no hikari shinjitsu wa toki no musume                   |
| 23 | 「千億の星, 千億の光 第六次イゼルローン攻防戦」 - Sen oku no hoshi, sen oku no hikari dai roku ji Izerurōn kōbōsen      |
| 24 | 「千億の星, 千億の光 千億の星, ひとつの野心」 - Sen oku no hoshi, sen oku no hikari sen oku no hoshi, hitotsu no yashin |

### Rasen meikyū
| Nº | Giapponese 「Kanji」 - Rōmaji |
| 25 | 「螺旋迷宮 エル・ファシルの英雄」 - Rasen meikyū Eru Fashiru no eiyū                                                                       |
| 26 | 「螺旋迷宮 英雄の新しい仕事」 - Rasen meikyū eiyū no atarashī shigoto                                                                      |
| 27 | 「螺旋迷宮 英雄たちの横顔」 - Rasen meikyū eiyū-tachi no purofiiru                                                                         |
| 28 | 「螺旋迷宮 過去へのささやかな旅」 - Rasen meikyū kako e no sasayakana tabi                                                                 |
| 29 | 「螺旋迷宮 時の女神に愛された男 〜第二次ティアマト会戦記I〜」 - Rasen meikyū ji no megami ni aisareta otoko: dai ni ji Tiamato kai senki I |
| 30 | 「螺旋迷宮 英雄の死 〜第二次ティアマト会戦記II〜」 - Rasen meikyū eiyū no shi: dai ni ji Tiamato kai senki II                              |
| 31 | 「螺旋迷宮 喪服と軍服の間」 - Rasen meikyū mofuku to gunpuku no ma                                                                         |
| 32 | 「螺旋迷宮 収容所惑星」 - Rasen meikyū shūyōsho wakusei                                                                                    |
| 33 | 「螺旋迷宮 捕虜と人質」 - Rasen meikyū horyo to hitojichi                                                                                  |
| 34 | 「螺旋迷宮 顕微鏡サイズの反乱」 - Rasen meikyū kenbikyō saizu no hanran                                                                    |
| 35 | 「螺旋迷宮 エコニアの英雄」 - Rasen meikyū Ekonia no eiyū                                                                                  |
| 36 | 「螺旋迷宮 過去からの糸」 - Rasen meikyū kako kara no ito                                                                                  |
| 37 | 「螺旋迷宮 ひとつの旅の終わり」 - Rasen meikyū hitotsu no tabi no owari                                                                    |
| 38 | 「螺旋迷宮 出口をさがす旅」 - Rasen meikyū deguchi o sagasu tabi                                                                           |
| 39 | 「叛乱者 I」 - Hanransha I |
| 40 | 「叛乱者 II」 - Hanransha II |
| 41 | 「叛乱者 III」 - Hanransha III |
| 42 | 「叛乱者 IV」 - Hanransha IV |
| 43 | 「決闘者 I」 - Kettōsha I |
| 44 | 「決闘者 II」 - Kettōsha II |
| 45 | 「決闘者 III」 - Kettōsha III |
| 46 | 「決闘者 IV」 - Kettōsha IV |
| 47 | 「奪還者 I」 - Dakkansha I |
| 48 | 「奪還者 II」 - Dakkansha II |
| 49 | 「奪還者 III」 - Dakkansha III |
| 50 | 「奪還者 IV」 - Dakkansha IV |
| 51 | 「第三次ティアマト会戦 前篇」 - Dai san ji Tiamato kaisen mae hen                                                                          |
| 52 | 「第三次ティアマト会戦 後篇」 - Dai san ji Tiamato kaisen go hen                                                                           |